# Colette Sohaing
Colette Sohaing (née Colette Maffo Kamdem) est une entrepreneure, femme politique et députée camerounaise.

## Biographie

### Enfance
Colette Maffo Kamdem - Sohaing est originaire de Bayangam.

### Carrière en entreprise
Colette Sohaing devient présidente du conseil d’administration de l'hôtel Akwa Palace après la mort d'André Sohaing[réf. souhaitée].

### Engagement public et mécénat
Depuis mars 2020, Colette Sohaing est députée du Koung Khi à la 10e législature de l’Assemblée nationale du Cameroun. Elle y est membre du comité des affaires économiques et du développement régional et aussi présidente de l'organisation des femmes du RDPC à Bayangam.
À travers des actions caritatives, Colette Sohaing participe au développement des populations de Bayangam dans sa région d'origine,,.

### Vie privée
Colette Sohaing est la veuve d'André Sohaing et est mère de plusieurs enfants.